# Guan Chenchen
Guan Chenchen (n. 25 septembrie 2004, Shishou⁠(d), Hubei, Republica Populară Chineză) este o gimnastă ce a reprezentat Republica Populară Chineză, medaliată olimpică. A participat la o ediție a Jocurilor Olimpice (2020) în care a câștigat o medalie de aur.